# Bulimulus duncanus
Bulimulus duncanus es una especie de molusco gasterópodo de la familia Orthalicidae en el orden de los Stylommatophora.

## Distribución geográfica
Es endémica de Ecuador.  

## Hábitat
Su hábitat natural son: bosques áridos tropicales o subtropicales. 

## Estado de conservación
Se encuentra amenazada de extinción por la pérdida de su hábitat natural.